# Сормайт
Сормайт — собирательное название ряда литых твёрдых высокоуглеродистых и высокохромистых сплавов на основе железа с высоким содержанием никеля и кремния. Термин был синтезирован на основе слова «Сормово» путём добавления к нему окончания «-айт» (по аналогии с похожими продуктами иностранного происхождения). При этом подразумевался Сормовский завод, где в 30-х годах XX века был впервые получен один из подобных материалов.
В СССР широкое применение получил сормайт № 1, обладающий наибольшей твёрдостью (порядка 50 HRC), который по химическому составу и своей структуре близок к высоколегированным белым чугунам и относится к заэвтектическим сплавам. Он содержит 25-31 % хрома, 2,5-3,5 % углерода, 2,8-4,2 % кремния, 3-5 % никеля, до 1,5 % марганца, до 0,08 % серы и до 0,08 % фосфора. Сормайты широко применяются в качестве наплавочных материалов для повышения износостойкости (на порядок) поверхностей инструментов и деталей машин, которые должны эксплуатироваться в условиях сильного абразивного износа, в том числе — без смазки и при повышенных температурах. По режущим свойствам сормайты близки к стеллитам и занимают промежуточное положение между металлокерамическими твёрдыми сплавами и быстрорежущей сталью.
Выпуск сормайтов осуществляется в виде металлических прутьев и порошков.